# Comuna Krašić, Zagreb
Krašić este o comună în cantonul Zagreb, Croația, având o populație de 2.640 de locuitori (2011).

## Demografie
Componența etnică a comunei Krašić
     Croați (99,43%)
     Necunoscut (0%)
     Neclasificat (0,42%)
Componența confesională a comunei Krašić
     Catolici (98,56%)
     Necunoscută (0,27%)
     Alte religii (1,17%)
Conform recensământului din 2011, comuna Krašić avea 2.640 de locuitori. Din punct de vedere etnic, majoritatea locuitorilor (99,43%) erau croați. Din punct de vedere confesional, majoritatea locuitorilor (98,56%) erau catolici. Pentru 0,27% din locuitori nu este cunoscută apartenența confesională.